# Ган, Владимир Юльевич
Владимир Юльевич Ган (27 февраля (10 марта) 1876, с. Болычево, Волоколамский уезд, Московская губерния, Российская империя — не ранее 1939 года) — специалист в области сельскохозяйственного машиностроения, технологии металла и дерева, член-корреспондент АН СССР (1932). Репрессирован, посмертно реабилитирован.
В 1932 году — выбыл за границу и остался за рубежом, потом вернулся.
В сентябре 1937 году — арестован, на момент ареста был профессором Новочеркасского индустриального института (бывший Донской политехнический). Дальнейшая судьба неизвестна.
Исключён Общим собранием АН 29 апреля 1938 (§ 5), посмертно восстановлен постановлением Президиума АН 11 августа 1967 (№ 711).